# جرارد رایدفورت
جرارد رایدفورت (به انگلیسی: Gerard de Ridefort)، یکی از فرماندهان و رهبران شوالیه‌های معبد که از سال ۱۱۸۴ تا ۱۱۸۹ میلادی رهبری این گروه را بر عهده داشت. وی در طی جنگ حطین توسط سپاه صلاح‌الدین ایوبی اسیر شد.